# 鈴木ひろ子
鈴木ひろ子（すずき ひろこ）は日本のDIYアドバイザー、防災アドバイザー。

## 人物
- 「住まいをDIYで快適に」がモットー
- 高齢者やお子様にやさしい住まいを提案
- 女性も取り組みやすいDIYを提案
- 地域の防災アドバイザーも行っている

## 保有資格等
- DIYアドバイザー
- 福祉住環境コーディネーター2級
- 防災士
- 福祉用具専門相談員
- 整理収納アドバイザー2級
- 第二種電気工事士
- 宅地建物取引士

## メディア出演
- 住まい自分流（NHK）- 番組講師
- おうちでUスタ（公益社団法人 うらやす財団）- Vol.4、Vol.5、番外編

## 講師・監修
- JAPAN DIY HOMECENTER SHOW
- 日本ホビーショー
- イベントDIY講師（公民館・ホームセンター・小学校・生涯学習など）
- 企業コラム

## 著書・監修等
- ラクラク楽しい 家事の基本大事典（2015年、成美堂出版）- 監修
- すごく簡単・すぐできる! 木工ガールのはじめてDIY（2010年、美術出版社）- 作品参加